# Tantilla capistrata
Tantilla capistrata este o specie de șerpi din genul Tantilla, familia Colubridae, descrisă de Cope 1876. Conform Catalogue of Life specia Tantilla capistrata nu are subspecii cunoscute.